# Famille Vizzamano
 (juillet 2024).
La famille Vizzamano, que l'on trouve également sous les formes Vizzimano, Vizamano, est une famille patricienne de Venise, originaire de Candie en Crète.

## Historique
En 1211, cette famille revint à s'établir en Candie avec la première colonie vénitienne ; en 1297, lors de la clôture du Maggior Consiglio, ils furent exclus de la classe patricienne, mais réaggrégés au Conseil avec ses descendants en 1381 pour le soutien de Giacomo, natif de Trévise à la République pendant la guerre de Chioggia contre Gênes ayant armé une galère avec des rameurs et soldats et de les payer pendant deux mois avec quatre ducats par mois pour chacun. Giacomo mourut en 1411.
La famille s'est éteinte soit en 1704 avec Giovanni, membre de la Quarantie, soit en 1710 avec Nicolò de Francesco, avec comme héritière Elena de Giovanni de Francesco, mariée en 1707 à Giacomo de Benedetto Giorgio Querini.

## Armes

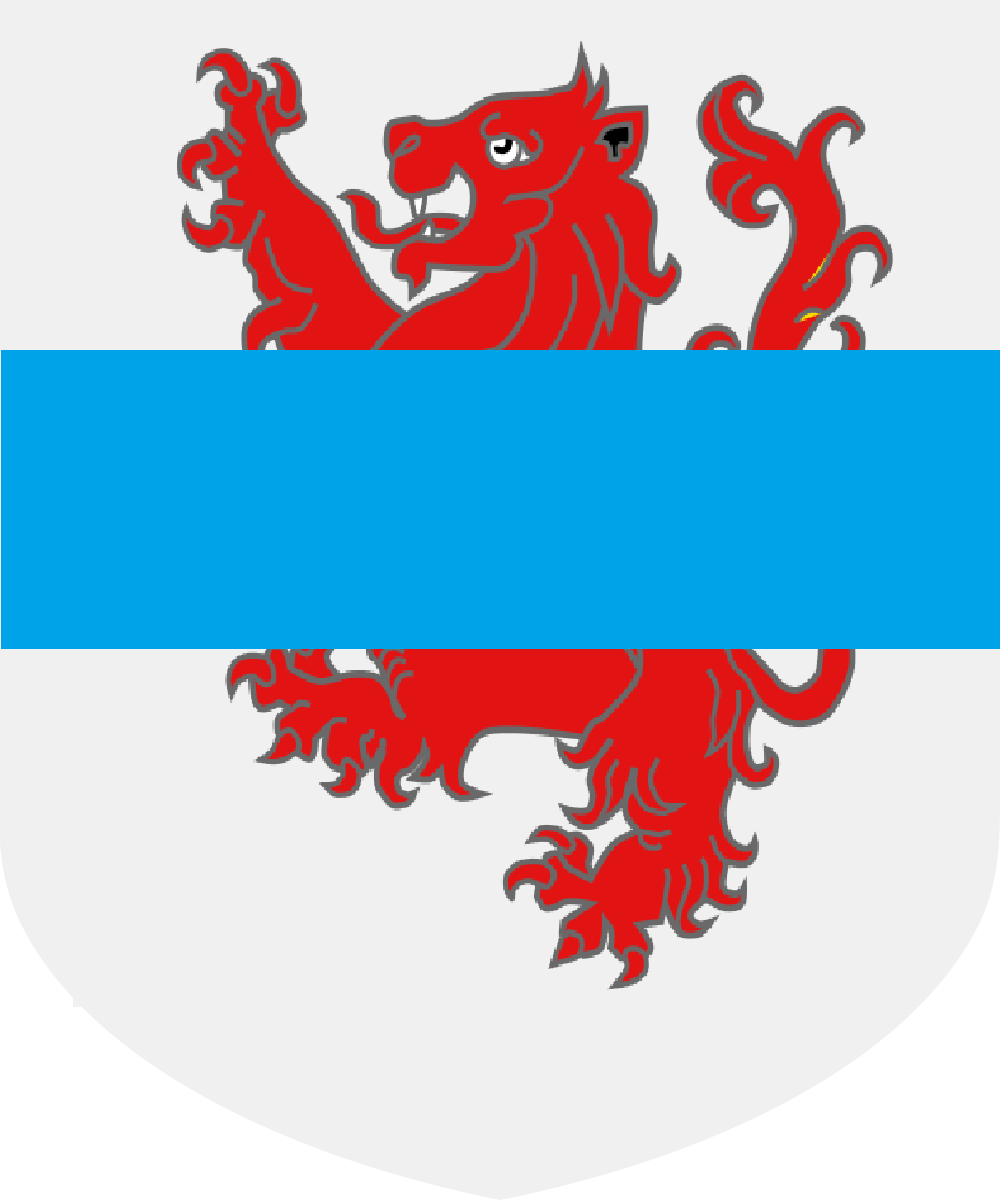
Armes de la famille.

Les armes des Vizzimano se composent d'un lion de gueules (ou d'or) en champ d'argent avec une face d'azur brochant sur le tout.